# Lourdeskapel (Scheveningen)

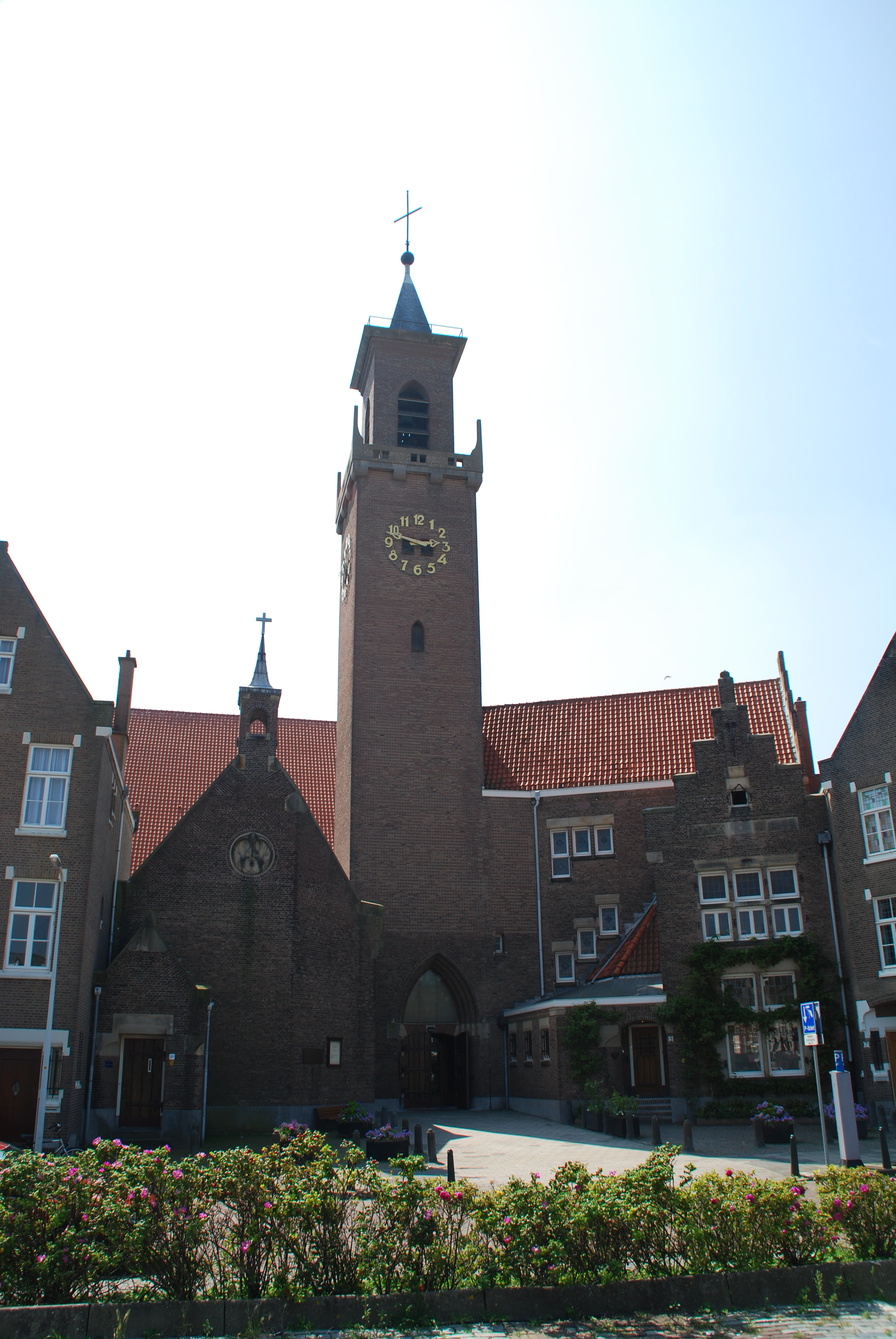
Onze Lieve Vrouw van Lourdeskerk te Scheveningen. De Lourdeskapel is het gebouw links van de grote toren.

De Lourdeskapel te Scheveningen is onderdeel van het in het register van rijksmonumenten opgenomen stedenbouwkundig complex dat wel 'het kerkdorp' wordt genoemd. De kapel dateert uit 1913 en bevindt zich aan de Berkenbosch Blokstraat.
De Lourdeskapel met Lourdesgrot staat voor de in 2005 gesloten O.L. Vrouw van Lourdeskerk. Het kapelgedeelte achter het altaar herbergt een getrouwe kopie op een schaal van 1:13 van de grot bij Lourdes in Zuid-Frankrijk waar Maria, de moeder van Jezus, in 1858 aan Bernadette Soubirous zou zijn verschenen. De grot met het Mariabeeld zijn ontworpen door kunstenaar Leo Stracké (1851-1923). De bidkapel is een centrum van Mariaverering en een bezienswaardigheid. Ze wordt dagelijks door tientallen mensen bezocht.
Het complex met kerk en omringende woonhuizen dateert verder uit de jaren twintig van de twintigste eeuw, terwijl de toren van de kerk pas in 1965 gereed kwam. Het geheel is ontworpen door de bekende architect Alexander Kropholler (1881-1973).

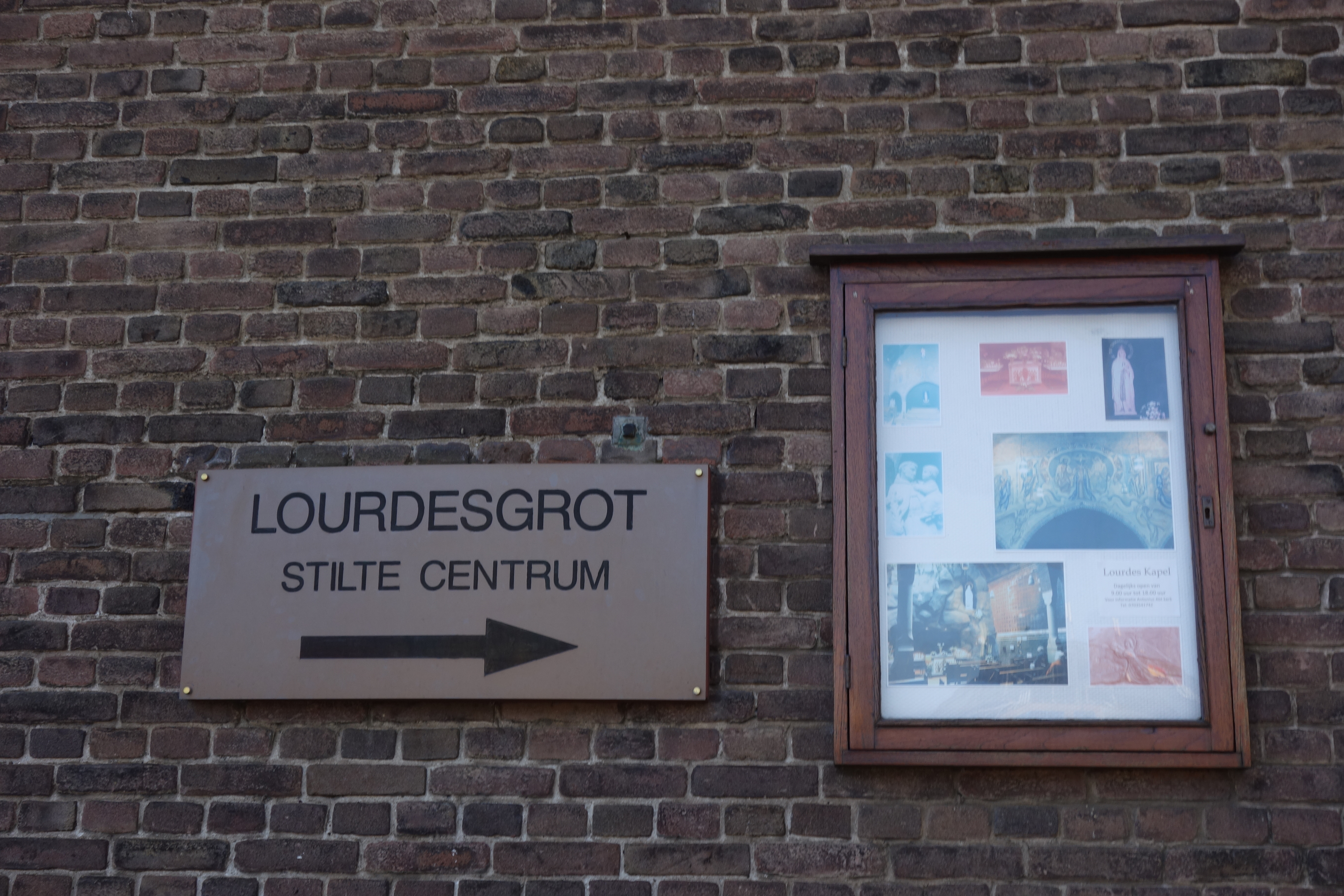
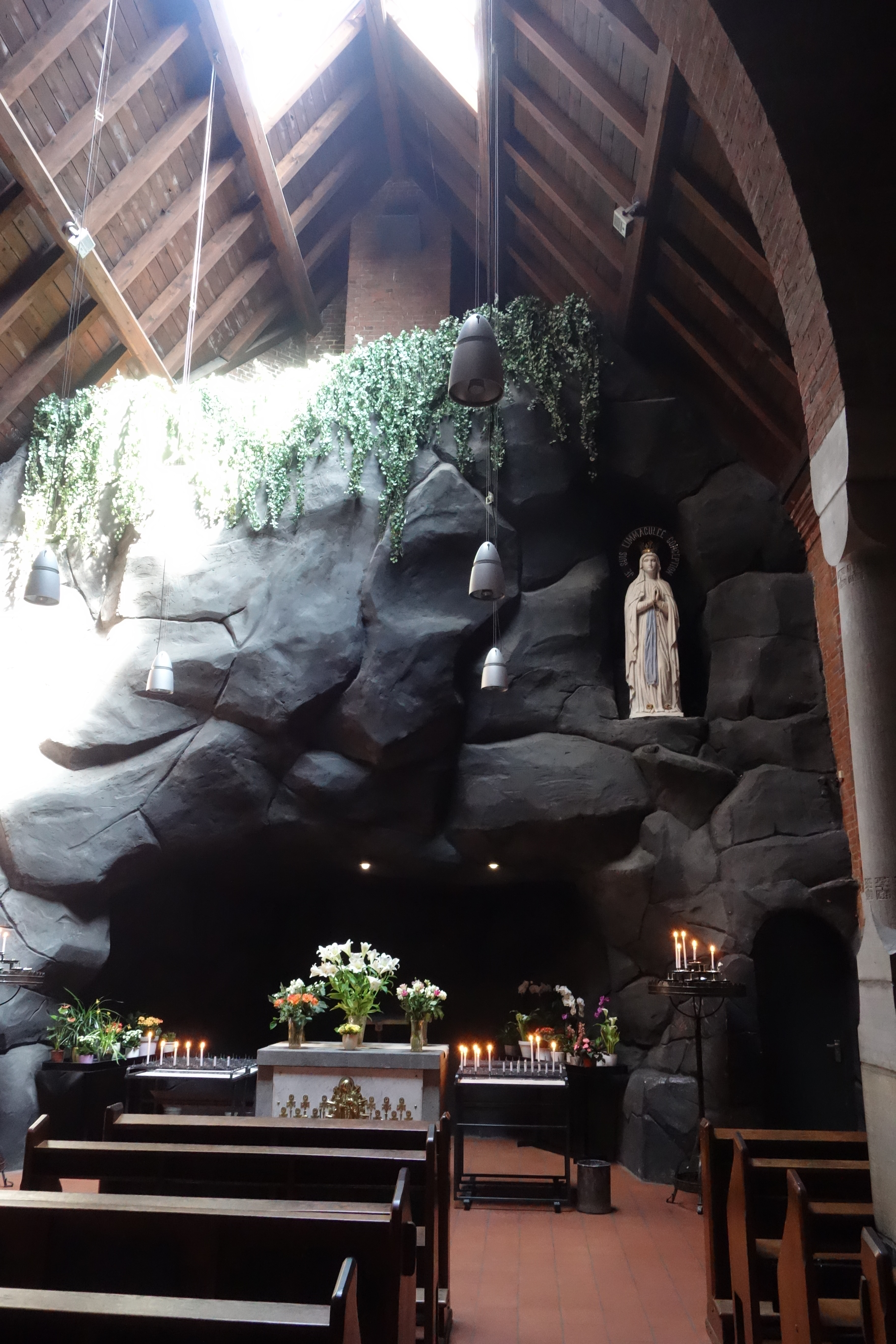
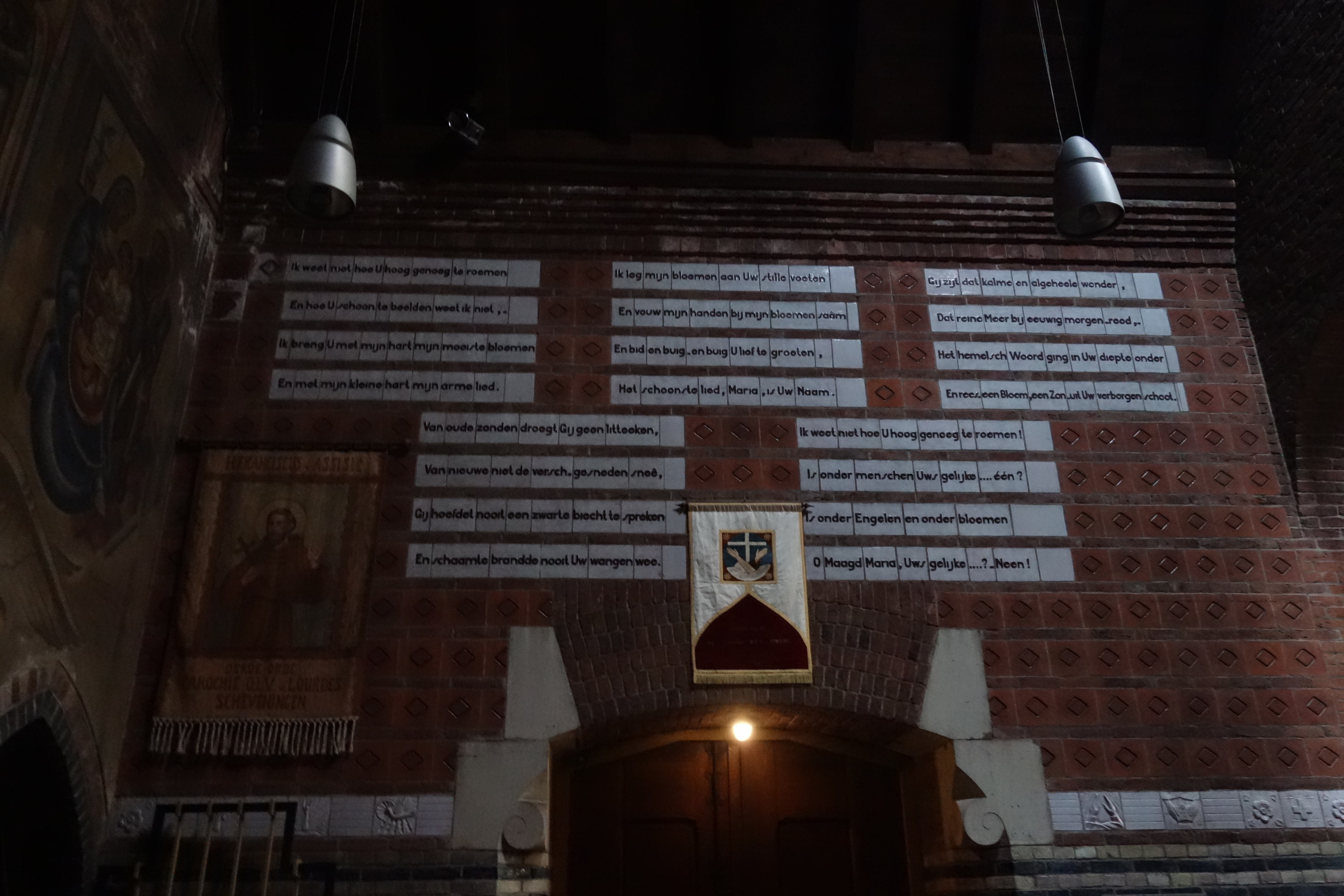
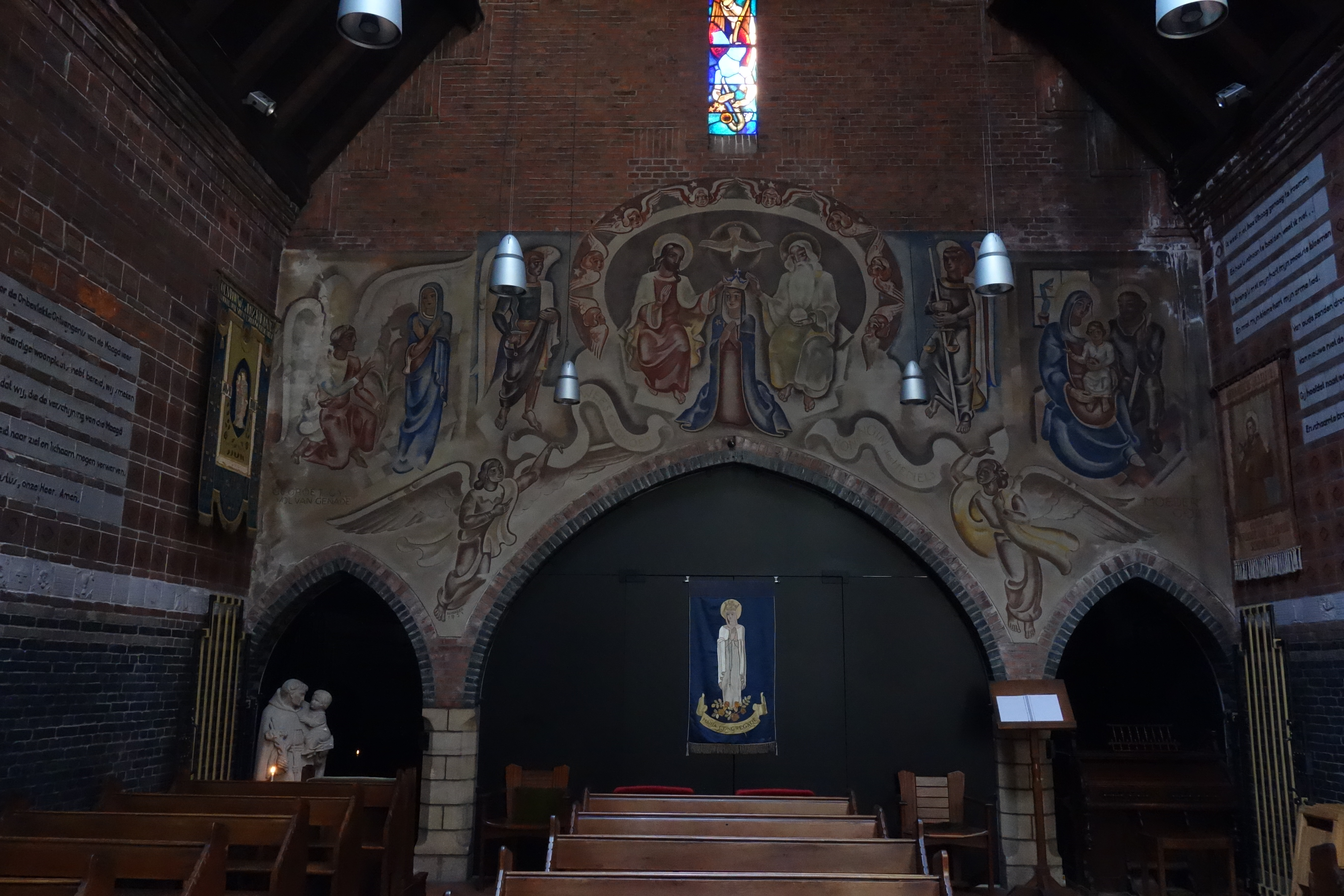
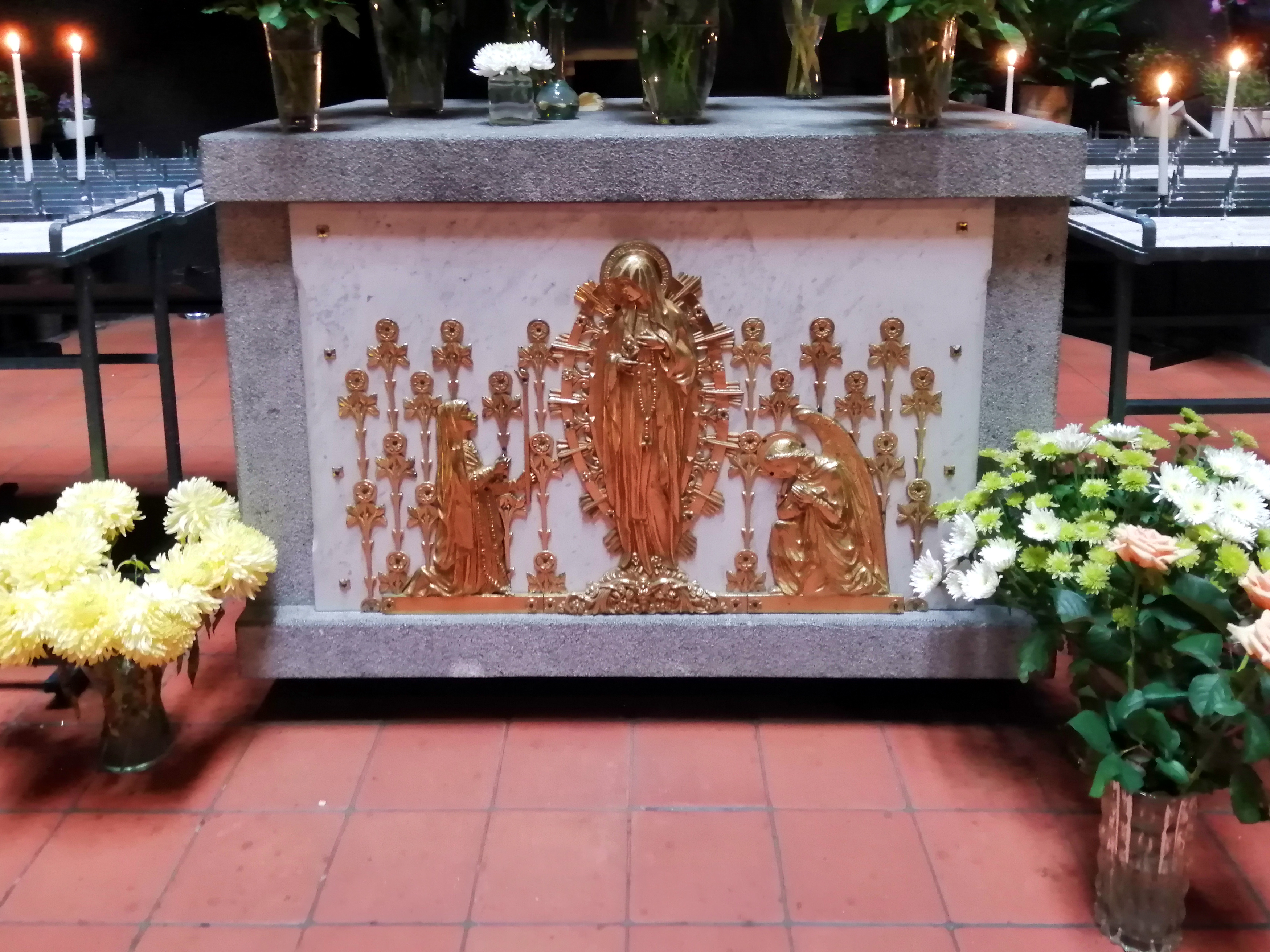